# Sainte-Marie-au-Bosc
Sainte-Marie-au-Bosc is een gemeente in het Franse departement Seine-Maritime (regio Normandië) en telt 277 inwoners (2004). De plaats maakt deel uit van het arrondissement Le Havre.

## Geografie
De oppervlakte van Sainte-Marie-au-Bosc bedraagt 3,2 km², de bevolkingsdichtheid is 86,6 inwoners per km².
De onderstaande kaart toont de ligging van Sainte-Marie-au-Bosc met de belangrijkste infrastructuur en aangrenzende gemeenten.

## Demografie
Onderstaande figuur toont het verloop van het inwonertal (bron: INSEE-tellingen).